# 광양옥룡중학교
광양옥룡중학교는 전라남도 광양시 옥룡면 용곡리에 있었던 공립 중학교이다.

## 연혁
- 1972년 3월 9일 : 개교
- 2009년 3월 1일 : 폐교 및 광양중학교와 광양여자중학교로 통폐합[1], 37년만에 폐업

## 폐교 이후
폐교 이후, 광양옥룡중학교 부지에는 특수학교인 광양햇살학교가 2022년에 개교하였다.